# Sibnica (Kraljevo)
Pour les articles homonymes, voir Sibnica.
Sibnica (en serbe cyrillique : Сибница) est un village de Serbie situé sur le territoire de la ville de Kraljevo, district de Raška. Au recensement de 2011, il comptait 187 habitants.

## Démographie
| 1948 | 1953 | 1961 | 1971 | 1981 | 1991 | 2002 | 2011 |
| ---- | ---- | ---- | ---- | ---- | ---- | ---- | ---- |
| 463  | 454  | 440  | 416  | 373  | 302  | 243  | 187  |

|  |